# Petra Bentkämper
Petra Bentkämper (geboren 20. Juni 1961 in Bielefeld) ist eine ausgebildete Industriekauffrau, frauenpolitisch engagierte Landfrau und seit 2019 Präsidentin des Deutschen Landfrauenverbandes (dlv).

## Leben und Wirken
Petra Bentkämper wurde 1961 in Bielefeld geboren und wuchs in Bielefeld auf. Bis 1979 besuchte sie die Höhere Handelsschule. Anschließend absolvierte sie eine Ausbildung zur Industriekauffrau, die sie 1981 abschloss, und arbeitete als kaufmännische Mitarbeiterin beim Textilunternehmen Strunkmann & Meister GmbH & Co. Bielefeld. 
Seit 1991 bewirtschaftet Petra Bentkämper gemeinsam mit ihrem Ehemann einen landwirtschaftlichen Vollerwerbsbetrieb mit Milchviehhaltung. Dort leitete sie bis 2010 den Betriebszweig Landerlebnis und qualifizierte sich in den Bereichen Tourismus und Büroführung weiter. Von 2011 bis 2015 leitete sie eine Grundschulküche. 
Petra Bentkämper ist verheiratet und Mutter von vier Kindern.

## Ehrenamt
Seit 1992 ist Petra Bentkämper aktive Landfrau. 2003 wurde sie Ortsvorsitzende des Landfrauenverbands Bielefeld-Senne. Von 2006 bis 2018 war sie Kreisvorsitzende des Landfrauenverbandes Bielefeld, von 2010 bis 2014 im Präsidium des Westfälisch-Lippischen Landfrauenverbandes (WLLV). Von 2014 bis 2023 war Petra Bentkämper Vizepräsidentin im Präsidium des WLLV.
Auf Ebene des Deutschen Landfrauenverbandes ist Petra Bentkämper seit 2011 aktiv. Als Mitglied im Fachausschuss Verbandsentwicklung arbeitete sie an der Ausrichtung des Deutschen Landfrauenverbandes mit. 2015 wurde sie als Beisitzerin in das Präsidium des dlv gewählt, in dem sie dem Fachausschuss Agrarpolitik und Umwelt vorstand. Hier betreute sie ein vom Bundesministerium für wirtschaftliche Zusammenarbeit (BMZ) gefördertes Projekt in Ghana, das ghanaische Landfrauen in der Ernährungswirtschaft und gleichberechtigten Teilhabe unterstützte. 
Im Juli 2019 wurde Petra Bentkämper zur Präsidentin des Deutschen Landfrauenverbandes gewählt und folgte auf die langjährige Präsidentin Brigitte Scherb. 
Neben der ehrenamtlichen Tätigkeit bei den Landfrauen ist Petra Bentkämper Mitglied im Verwaltungsrat der Landwirtschaftlichen Rentenbank Frankfurt, Mitglied im Hauptausschuss der Landwirtschaftskammer Nordrhein-Westfalen, Mitglied im Kuratorium QS Qualität und Sicherheit GmbH, Mitglied im Vorsorgeausschuss und stellvertretende Vorsitzende im Agrarbeirat der R&V Versicherung Wiesbaden, sowie im Sachverständigenrat ländliche Entwicklung des Bundesministeriums für Ernährung und Landwirtschaft (BMEL) und stellvertretendes Mitglied im Stiftungsbeirat der Bundesstiftung Gleichstellung. Zudem ist sie Beiratsmitglied im Aktionsprogramm Kommune, Kuratoriumsmitglied der Stiftung Landwirtschaftsverlag sowie Mitglied im Wissenschaftlichen Beirat des Thünen-Instituts. 
Seit 2020 vertritt sie den Deutschen Landfrauenverband in der von der Bundesregierung eingesetzten Zukunftskommission Landwirtschaft.

## Auszeichnungen
- 2024 wurde Petra Bentkämper durch Ministerpräsident Hendrik Wüst mit dem Verdienstorden des Landes Nordrhein-Westfalen ausgezeichnet.[9]
- 2024 erhielt sie von Bundeslandwirtschaftsminister Cem Özdemir die Professor Niklas-Medaille.[10]